# Казимир Сіхульський
Казими́р (Казімеж) Сіху́льський (пол. Kazimierz Sichulski; 17 січня 1879, Львів — 6 листопада 1942, там само) — львівський живописець і графік; член товариства «Зеспул» з 1911 року (пол. Zespół), товариства польських художників «Мистецтво» та віденського «Гаґенбунду».

## Життєпис
Народився 17 січня 1879 року у місті Львові в сім'ї інженера-залізничника. Після закінчення гімназії з 1899 року навчався у Львівському університеті, пізніше — у Краківській академії образотворчих мистецтв, яку закінчив у 1908 році. Його викладачами, серед інших, були Юзеф Мегоффер, Леон Вичулковський, Станіслав Виспянський. У 1904 році був відзначений серед найкращих випускників Краківської академії срібною медаллю. Продовжив навчання у Віденській академії мистецтв та в академії Колароссі у Парижі. Різдво 1904 року відзначив в Татарові на Гуцульщині, що в подальшому вплинуло на мистецтво художника.
У 1920—1930-х роках — професор Державної промислової школи Львові, у 1930—1939 роках — Краківської академії мистецтв.
Помер у Львові під час німецької окупації 6 листопада 1942 року, після тяжкої хвороби. Був похований у родинному склепі Лянґнерів на Личаківському цвинтарі.

## Творчість
Займався живописом, рисуванням карикатур, співпрацював з часописами «Хохол», «Liberum Veto», «Вперед». Пробував себе в архітектурі та декоративно-ужитковому мистецтві — створював ескізи-картони килимів, вітражів, мозаїк, виконував плакати. Серед робіт:
гуцульської тематики
- «Хата» (1905);
- «Чорне ягня» (1904);
- «Гуцулка» (1906);
- «Гуцульські діти-сироти» (1906);
- «Вербна неділя» (1906);
- «Гуцульська Мадонна» (1914);
- «Гуцульське весілля» (1924);
- «Похід з полонин» (1925);
- «Баба з когутом» (1926);
- «Дівчина з ягнятком» (1940);
- «Гуцул з возом» (1942);
- портрети гуцулів;

інші
- «Архангел Михаїл» (1913, літографія);
- «Океаніда» (1913, гуаш);
- «Іриси» (1917);
- «Вакханалія» (1924);
- «Ангел».

Автор плакатів:

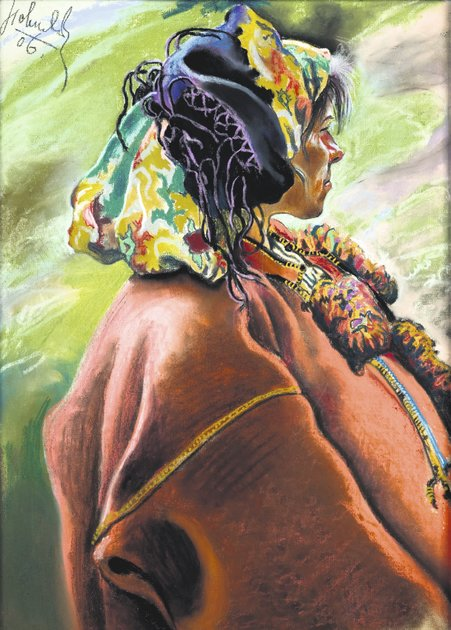
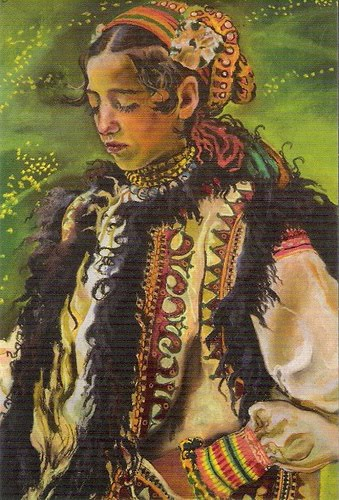
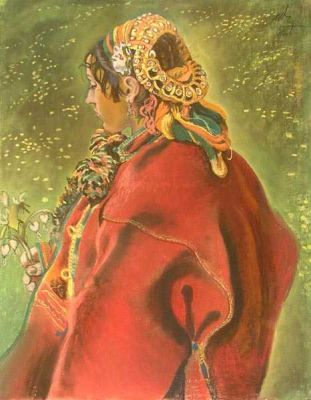
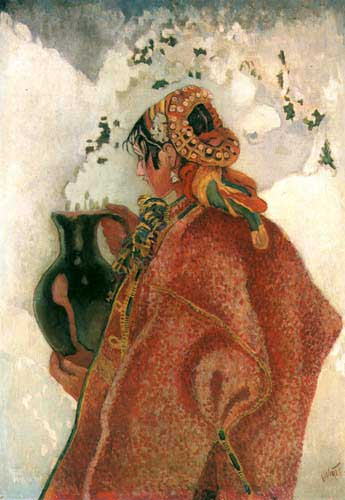
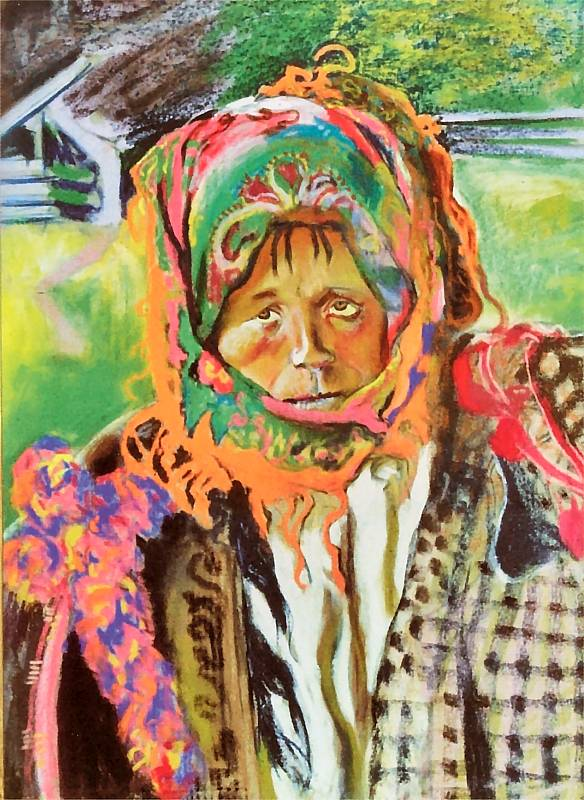
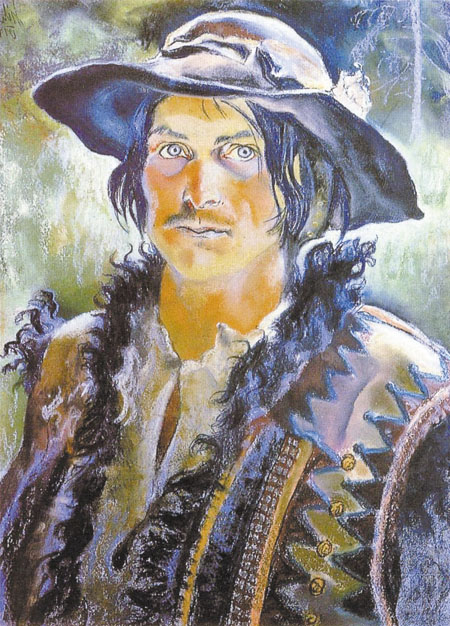

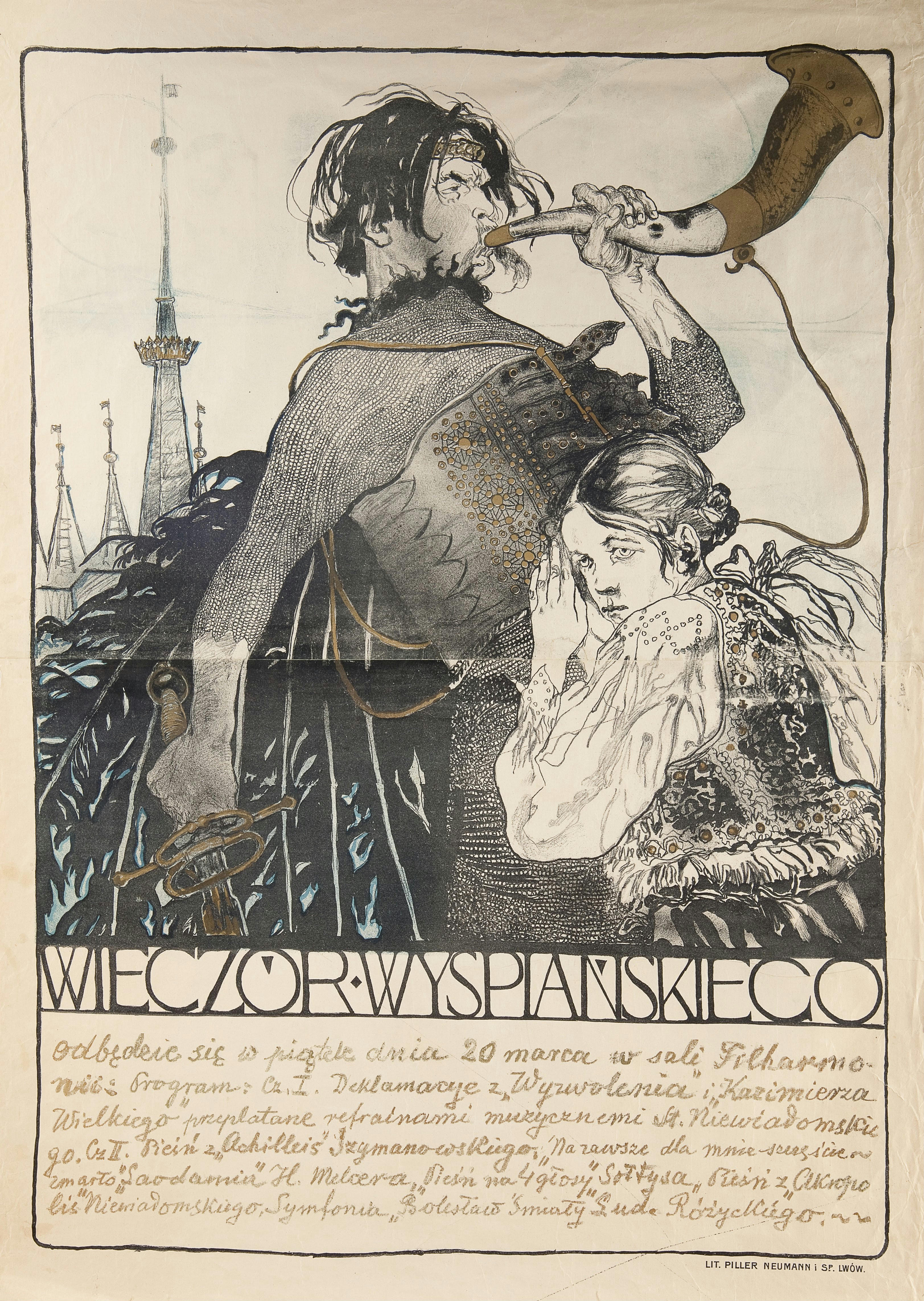
Плакат «Вечір Виспянського у п'ятницю, 20 березня, у філармонії».

- «Wieczór Wyspiańskiego w piątek, dnia 20 marca w Sali Filharmonii» (1908);
- «XV Wystawa „Sztuki“ Kraków» (1911);
- «V Międzynarodowe Targi Wschodnie we Lwowie 1925» (1925).

У 1910—1930-х роках брав участь у виставках у Німеччині, Австрії, Італії, Нідерландів, Бельгії, Фінляндії, США.